# 霧の高みの不思議な家
『霧の高みの不思議な家』（きりのたかみのふしぎないえ、The Strange High House in the Mist）とは、ハワード・フィリップス・ラヴクラフトの小説。

## 概要
1926年11月9日に執筆され、パルプ雑誌『ウィアード・テイルズ』の1931年10月号に掲載された。本作は、1927年7月にも一度、提出されたが掲載を拒否されている。1929年には、W・ポール・クックの同人誌『The Recluse』の第2号に掲載する予定もあった。

## あらすじ
マサチューセッツ湾を望む霧が立ち込める高い崖の上、キングスポートのウォーターストリートに面する家に恐ろしい老人が暮らしていた。周囲の住民は、子供の頃から老人で恐らく北米植民地時代から生きている彼を恐れて近づかない。漁師や船乗りたちは、この崖に向かって十字を切る仕草をするほどであった。新しくキングスポートに妻や子供たちと移り住んだトマス・オルニー（Thomas Olney）は、周囲に道がない絶壁の上にある一軒家に誰が、どうやって出入りし、住んでいるのか興味を抱く。崖をよじ登りようやく家に辿り着くと家の主である老人と出会う。古めかしい衣類をまとった老人は、オルニーの知らない大昔の話を始めた。
やがてオルニーの子供が大人になり、オルニーもキングスポートから引っ越していった。キングスポートの若者たちは、もう霧に包まれた崖を恐れていない。注意しないが街の老人たちは、若者たちが崖を登り、あの老人に会って瞳の輝きを失い人形のようになった、あのオルニーのように帰って来ることを恐れていた。

## 解説
ラヴクラフトは、過去作『恐ろしい老人』に登場した恐ろしい老人を再登場させている。またキングスポートがミスカトニック川の河口にあり、アーカムの近くにあることなど詳しい位置関係が触れられた。さらに神ノーデンス、カダスについても言及されている。
ノーデンスは、ケルト神話の神（ノドンス）をラヴクラフトが独自アレンジして登場させたものである。ノーデンスは後に『未知なるカダスを夢に求めて』で再登場し、後年にはオーガスト・ダーレスによって「クトゥルフ神話の旧神」に位置づけられる。大瀧啓裕は、旧神ノーデンスと対比して本作のノーデンスを「本篇の文脈からは、アトランティスにかかわる海神のように受け取れる」と解説している。
ダンセイニの『ロドリゲスの年代記』、『驚威物語集』の挿絵にある絶壁の上に建つ一軒家が着想になったとされている。またマサチューセッツ州のグロスターにあるアン岬がモチーフにされたと考えられている。

## 収録
- 創元推理文庫『ラヴクラフト全集7』大瀧啓裕訳「霧の高みの不思議な家」
- 国書刊行会『定本ラヴクラフト全集3』福岡洋一訳「霧のなかの不思議の館」
- 星海社FICTIONS『未知なるカダスを夢に求めて 新訳クトゥルー神話コレクション4』森瀬繚訳「霧の高みの奇妙な家」
- 新潮文庫『アウトサイダー クトゥルー神話傑作選』南條竹則訳 「霧の高みの奇妙な家」